# Ормізд II (кушаншах)

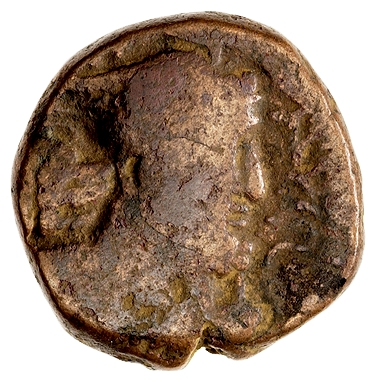
Монета Ормізда II

Ормізд II (д/н — 303) — 4-й кушаншах у 300—303 роках. Його ім'я є середньоперським аналогом Агура Мазди.

## Життєпис
Походив з династії Сасанідів. Про батьків достеменні відомості відсутні. Втім низка дослідників вважають його сином шахиншаха Нарсе, а самого кушаншаха Ормізда II ототожнюють з майбутнім шахиншахом Орміздом II, або Орзміздом, сином шахиншаха Бахрама II і саканшахом Сакастану. Останній варіант є за сучасними дослідженнями більш правдоподібним. Цей Орзмід став саканшахом після придушення заколоту кушаншаха Орзміда I.У 295 році за панування шахиншаха Нарсе все ще значиться саканшахом.
Причиною цьому є вкрай обмежена інформаціяпро діяльність цього кушаншаха. Знайдено його окремі монети, що наслідують кушанському та сасанідському карбуванню.
Посів трон 300 року після кушаншаха Ормізда I Панував 3 роки. Йому спадкував родич Пероз II.